# Los Angeles Film Critics Association Awards 2002
La 28ª edizione dei Los Angeles Film Critics Association Awards si è tenuta il 15 dicembre 2002, per onorare il lavoro nel mondo del cinema per l'anno 2002.

## Premi
Miglior film
- A proposito di Schmidt (About Schmidt), regia di Alexander Payne
  - 2º classificato: Lontano dal paradiso (Far from Heaven), regia di Todd Haynes

Miglior attore
- Daniel Day-Lewis - Gangs of New York
- Jack Nicholson - A proposito di Schmidt (About Schmidt)

Miglior attrice
- Julianne Moore - Lontano dal Paradiso (Far from Heaven) e The Hours
  - 2º classificato: Isabelle Huppert - La pianista (La pianiste)

Miglior regista
- Pedro Almodóvar - Parla con lei (Hable con ella)
  - 2º classificato: Todd Haynes - Lontano dal paradiso (Far from Heaven)

Miglior attore non protagonista
- Chris Cooper - Il ladro di orchidee (Adaptation.)
  - 2º classificato: Christopher Walken - Prova a prendermi (Catch Me If You Can)

Miglior attrice non protagonista
- Edie Falco - La costa del sole (Sunshine State)
  - 2º classificato: Kathy Bates - A proposito di Schmidt (About Schmidt)

Miglior sceneggiatura
- Alexander Payne e Jim Taylor - A proposito di Schmidt (About Schmidt)
  - 2º classificato: Charlie Kaufman e Donald Kaufman – Il ladro di orchidee (Adaptation.)

Miglior fotografia
- Edward Lachman - Lontano dal paradiso (Far from Heaven)
  - 2º classificato: Conrad Hall – Era mio padre (Road to Perdition)

Miglior scenografia
- Dante Ferretti - Gangs of New York
  - 2º classificato: Mark Friedberg – Lontano dal paradiso (Far from Heaven)

Miglior colonna sonora
- Elmer Bernstein - Lontano dal paradiso (Far from Heaven)
  - 2º classificato: Philip Glass – The Hours

Miglior film in lingua straniera
- Y tu mamá también - Anche tua madre (Y tu mamá también), regia di Alfonso Cuarón  ·  Messico
  - 2º classificato: Parla con lei (Hable con ella), regia di Pedro Almodóvar  ·  Spagna

Miglior film d'animazione
- La città incantata (Sen to Chihiro no kamikakushi), regia di Hayao Miyazaki

Miglior documentario
- The Cockettes, regia di David Weissman e Bill Weber
  - 2º classificato: Bowling a Columbine (Bowling for Columbine), regia di Michael Moore

Miglior film sperimentale/indipendente
- Michael Snow - Corpus Callosum
- Kenneth Anger

New Generation Award
- Lynne Ramsay

Career Achievement Award
- Arthur Penn

Menzione speciale
- Lilo & Stitch - per l'eccellenza nel design dei personaggi e nell'animazione